# Bleptina sangamonia
Bleptina sangamonia är en fjärilsart som beskrevs av Barnes och Mcdunnough 1912. Bleptina sangamonia ingår i släktet Bleptina och familjen nattflyn. Inga underarter finns listade i Catalogue of Life.